# Gare de Lisieux
Gare de Lisieux – stacja kolejowa w Lisieux, w departamencie Calvados, w regionie Normandia, we Francji.
Jest stacją Société nationale des chemins de fer français (SNCF) i obsługiwaną przez pociągi Intercités i TER Basse-Normandie.